# Vittangi
Vittangi is een kerkdorp in de gemeente Kiruna in het Zweedse deel van Lapland.

## Verkeer en vervoer
Bij de plaats lopen de E45 en Länsväg 395.

## Geografie
Vittangi ligt in een groot moeras aan de voorheen Riksväg 45, inmiddels omgedoopt tot een deel van de Europese weg 45. Het is tevens de plaats waar de Vittangirivier in de Torne stroomt. Het dorp is gebouwd in een 3/4-cirkel rond de rivieren en de brug daarover. Vanuit het noorden gezien kan men in Vittangi voor het eerst van de E45 afslaan, zonder op een doorlopende weg te belanden; de Länsväg 395 voert oostwaarts, parallel aan de Torne naar Pajala, nabij de grens met Finland.
Vittangi ligt niet aan het Vittangimeer, dat tientallen kilometers hiervandaan ligt.
Bestuurscentrum: Kiruna (Tätort)
Tätort: Jukkasjärvi · Karesuando · Kuttainen · Övre Soppero · Svappavaara · Vittangi
Småort: Abisko · Idivuoma · Kauppinen · Kurravaara · Lannavaara · Laxforsen · Masugnsbyn · Mertajärvi · Närvä · Paksuniemi · Piksinranta · Saivomuotka
Overig: Alalahti · Alttajärvi · Årosjåkk · Björkliden · Holmajärvi · Jänkänalusta · Kaalasjärvi · Kalixfors · Kattuvuoma · Käyrävuopio · Krokvik · Kuoksu · Lainio · Laukkusluspa · Luongaslompolo · Maunu · Merasjärvi · Nedre Soppero · Nurmasuanto · Paittasjärvi · Parakka · Piilijärvi · Pirttivuopio · Poikkijärvi · Puoltsa · Rautas · Rensjön · Salmi · Silkkimuotka · Stenbacken · Suijajärvi · Torneträsk · Tuolluvaara · Vassijaure · Viikusjärvi · Vittangi · Vivungi